# 王進才
王進才（?—?），明朝軍事人物。
最早為李自成部將。李自成死后，王进才等经过通城县向西南走，行經巴陵、平江、湘阴、浏阳、宁州等地。順治元年（1644年）進才踞黔陽（今湖南怀化与会同之间）羅翁山，得到当地瑶民相助。不久败走武冈，在黔陽掠搶，“焚殺尤暴，屍橫數百里”。
顺治二年（1645年），接受湖广总督何騰蛟招抚。何騰蛟授王進才、董英、馬進忠、馬士秀、曹志建、王允成、盧鼎等為總兵，開鎮湖南，時稱「十三鎮」。永曆四年（1650年）春，封襄國公。